# Assimilation (Phonologie)
Mit Assimilation (lat. assimilare „ähnlich machen“, auch: Akkommodation, Angleichung) bezeichnet man in der Phonologie Sprachlautveränderungen, die meist durch Koartikulation (artikulatorische Vereinfachung) entstehen.
Man unterscheidet zwischen dem Assimilandum  (Wirker; Laut, an den der andere angepasst werden muss) und dem Assimilans (Laut, der sich anpasst).
Assimilation lässt sich sowohl auf synchroner als auch auf diachroner Ebene beschreiben. Synchrone Assimilation ist ein natürlicher Prozess innerhalb jeder Sprache. Diachrone bzw. historische Assimilation liegt vor, wenn sich die Lautangleichung historisch entwickelt hat. Das italienische Wort dottore ist beispielsweise durch regressive Assimilation aus dem lateinischen doctor entstanden.

## Beschreibungsmerkmale
Je nach Blickwinkel kann man Assimilationen nach folgenden Beschreibungsmerkmalen unterscheiden:

### Richtung der Angleichung
- Bei der perseverativen (oder progressiven) Assimilation (angeglichener Folgelaut) werden die Merkmale des ersten Lautes beibehalten und der zweite Laut ähnlich gemacht. Das heißt, das Assimilans geht dem Assimilandum voran. Das ist zum Beispiel der Fall beim englischen Wort passed. Hier wird das d wie ein (stimmloses) t ausgesprochen, da das vorangehende s ebenfalls stimmlos ist. Stimmhafte Assimilation liegt beim Wort bags vor, da das s stimmhaft wie das g wird.

- Bei der antizipativen (oder regressiven) Assimilation gleicht sich der erste Laut dem zweiten Laut an. Das heißt, das Assimilandum geht dem Assimilans voran. Das geschieht beispielsweise bei der Aussprache [ˈʊŋˌgarn] für Ungarn. Hier wird das n als velares [⁠ŋ⁠] ausgesprochen, da das g ebenfalls velar ist. Eine Angleichung an den Folgelaut findet sich auch bei dt. /fynf/ , umgangssprachlich [fyɱf].

- Reziproke Assimilation: Wechselseitige Beeinflussung zweier Laute (aufeinander folgend Perservation und Antizipation oder umgekehrt):

• nhd. <haben> ['ha:bn̩] > ['ha:bm̩] (> [ha:m̩]) > [ha:m]
Zuerst entsteht durch perseverative Assimilation [bm] aus [bn], weil das Merkmal bilabial vom stimmhaften Plosiv [b] beibehalten wird und somit aus dem alveolaren Nasal [n] der bilabiale Nasal [m] entsteht. Danach wird aus [b] durch Vorwegnahme des Merkmals nasal (antizipative Assimilation) der bilabiale Nasal [m].
Anmerkung: Das [m] wird in diesem Fall nicht als Geminate realisiert; es genügt daher die Schreibung [ha:m].

### Ausmaß der Angleichung
- Totalassimilation: Das Produkt der Assimilation entspricht dem auslösenden Laut.

Beispiel: klassisches Latein sub die > Vulgärlatein sud die; im klassischen Latein adcipit (mit [-dk-]) 'nimmt an' > accipit (mit [-kk-]); bis zur völligen und ausnahmslosen Durchführung der Assimilation bestehen beide Formen eine gewisse Zeit nebeneinander
- Partialassimilation: Der sich verändernde Laut gibt nicht alle seiner distinktiven Merkmale (zum Beispiel die Stimmhaftigkeit oder die Palatalität) auf.

Beispiel: klassisches Latein quamdiu > Vulgärlatein quandius (in Kontakt mit dem dentalen Konsonant /d/ wird das labiale /m/ vom dentalen /n/ ersetzt).

### Distanz der betroffenen Laute
- Nahassimilation (Kontaktassimilation): Die betroffenen Laute sind in unmittelbarem Kontakt.

Beispiel: Latein in balneum > Vulgärlatein: im balneum. Das dentale /n/ wird zum labialen /m/ durch den Einfluss vom labialen /b/.
- Fernassimilation (Distanzassimilation): Die betroffenen Laute sind nicht benachbart. So ist beispielsweise der Umlaut im althochdeutschen gesti („Gäste“) aus dem germanischen gasti dadurch entstanden, dass das a  durch den Einfluss des i zu einem e angehoben wurde.

## Beispiele
Inbusschlüssel wird zu "Imbusschlüssel"